# فيلودوسات
الفيلودوسات (الاسم العلمي:Phyllodocidae) هي فصيلة من الحلقيات تتبع رتبة الفيلودوسيات من طائفة كثيرات الأشعار.

## التصنيف
- الفيلودوساوات
  - الفيلودوس